# Квіткоїд білочеревий
Квіткоїд білочеревий (Dicaeum hypoleucum) — вид горобцеподібних птахів родини квіткоїдових (Dicaeidae).

## Поширення
Ендемік Філіппін. Його природні місця проживання — субтропічні або тропічні вологі низинні ліси та субтропічні або тропічні вологі гірські ліси.

## Підвиди
- Dicaeum hypoleucum cagayanense Rand & Rabor 1967
- Dicaeum hypoleucum hypoleucum Sharpe 1876
- Dicaeum hypoleucum mindanense Tweeddale 1877
- Dicaeum hypoleucum obscurum Ogilvie-Grant 1894
- Dicaeum hypoleucum pontifex Mayr 1946